# Илья Репин (теплоход, проект Q-040A)
«Илья Репин» — второй четырёхпалубный речной пассажирский теплоход проекта Q-040A, построенный  на верфи Österreichische Schiffswerften AG города Корнойбург в Австрии в 1975 г. Эксплуатируется на Волге по маршруту Москва - Санкт-Петербург и других озерно-речных маршрутах Европейской части России. Назван в честь великого русского живописца Ильи Репина. Судном-близнецом является Василий Суриков.

## История судна
Судно построено в городе Корнойбург (Австрия) на судостроительном предприятии Österreichische Schiffswerften AG Linz Korneuburg (OSWAG) в 1975 году по включающему только два судна проекту Q-040A.  Прошло ряд модернизаций в 90-х годах в рамках постоянного повышения комфортности, а также в скором времени планируется установка системы ,,Автопилот,,. Эксплуатируется по Волге, Волго-Балту и Неве по маршрутам Москва - Санкт-Петербург со стоянками в Угличе, Ярославле, Горицах, Кижах и Мандроги.

## На борту
Для размещения пассажиров на судне имеется оборудованные индивидуальными санитарными блоками (душ, туалет, умывальник) , кондиционерами и телевизорами 2- и 3-местные каюты, а в каютах класса Полулюкс имеется холодильник. 
К услугам путешественников ресторан, 2 бара, музыкальный салон, конференц-зал, медицинский пункт, сувенирный киоск, гладильная комната и солярий на солнечной палубе.